# Католический диалект лужицкого языка
Католи́ческий диале́кт (каменцкий диалект, в.-луж. Katolska narěč, нем. Katholischer Dialekt) — один из диалектов лужицких языков, распространённый к западу и к северу от города Будишина до города Каменц в районе Баутцен (федеральная земля Саксония). Входит в верхнелужицкую группу диалектов. Территория распространения данного диалекта находится в западной части верхнелужицкого диалектного ареала, католический вместе с куловским диалектом имеют ряд общих изоглосс, сближающих их и обособляющих от других верхнелужицких диалектов. Верующие носители католического диалекта — католики в отличие от остального протестантского населения Верхней Лужицы.

## Ареал
Ареал католического диалекта включает территорию в центральной части района Баутцен в Саксонии, в которой расположены такие города и сёла, как Каменц, Кросчицы (Кроствиц) (в.-луж. Chrósćicy, нем. Crostwitz), Небельшюц (в.-луж. Njebjelčicy, нем. Nebelschütz), Ральбиц (в.-луж. Ralbicy, нем. Ralbitz), Радвор (Радибор) (в.-луж. Radwor, нем. Radibor) и другие. С севера к территории распространения католического диалекта примыкает территория куловского, с северо-востока — голанского, с востока и юга — будишинского диалектов. Области к западу от католического диалекта являются территориями распространения немецкого языка.

## Католический вариант верхнелужицкого языка
На католическом диалекте в период с XVIII по XIX вв. на территории к северо-западу от Будишина развивался католический вариант верхнелужицкого литературного языка, один из двух конфессиональных вариантов наряду с евангелическим (протестантским), использовавшийся в Верхней Лужице до создания единой верхнелужицкой литературной нормы. Первоначально католический вариант верхнелужицкого языка развивался на базе куловского диалекта.
Но во второй половине XVIII века Я. Ю. П. Ханчка, М. Я. Валда и другие авторы, писавшие на католическом верхнелужицком языке выбрали его основой говоры в районе селения Кросчицы, являющиеся частью католического диалекта. Кросчанские говоры меньше отличались от евангелического верхнелужицкого языка (основанного на будишинском диалекте), чем куловский диалект, что способствовало сближению двух литературных верхнелужицких норм и созданию в дальнейшем единого литературного языка. Литературный вариант на католическом диалекте был кодифицирован Ф. Шнайдером в его работе «Grammatik der wendischen Sprache katholischen Dialekts» 1853 года.
Различия между двумя конфессиональными вариантами верхнелужицкого языка были сравнительно небольшими, прежде всего они относились к графике и правописанию (католический вариант был ориентирован на чешское правописание, а евангелический — на немецкое), в меньшей степени различия затрагивали грамматику и лексику. Две литературные нормы стали сближаться уже в XVIII веке, а во второй половине XIX века оба варианта окончательно сблизились, за основу общего литературного верхнелужицкого языка был принят, обладающий бо́льшим престижем, стабильной нормой и бо́льшей степенью распространения евангелический вариант.

## Западные верхнелужицкие диалекты
Католический диалект вместе с куловским, размещённые в западном ареале верхнелужицкой группы диалектов, имеют ряд общих изоглосс, развившихся в период после завершения Реформации. Сблизившись друг с другом, эти диалекты вместе с тем отдалились от южной части переходных (воеровского диалекта) и остальных верхнелужицких диалектов. В частности западноверхнелужицкий ареал распространения отглагольных существительных в именительном падеже единственного числа с окончанием -o — twarjenjo (рус. здание) противостоит ареалу с окончанием -e — twarjenje большинства остальных верхнелужицких и нижнелужицких диалектов (кроме говоров района к югу от города Бела Вода (Вайсвассер) (в.-луж. Běła Woda, нем. Weißwasser). На формирование такой диалектной обособленности наложили отпечаток как конфессиональные отличия, так и наличие собственного литературного языка на протяжении двух столетий (так, например, характерным для католического варианта верхнелужицкого языка было окончание -o в отглагольных существительных). Но вместе с тем католический и куловский диалекты сохранили между собой до настоящего времени ряд диалектных различий.